# Психіатр
Психіатр — лікар, що спеціалізується на психіатрії, галузі медицини, що вивчає причини виникнення, прояви, перебіг, методи запобігання і лікування психічних розладів.
Психіатри — це лікарі, які оцінюють пацієнтів, щоб визначити, чи є їхні симптоми результатом фізичної хвороби, поєднання фізичних і психічних захворювань або суто психічних проблем. Іноді психіатр працює в мультидисциплінарній групі, до якої можуть входити лікар-психолог, клінічні психологи, соціальні працівники, ерготерапевти та медсестринський персонал. Психіатри мають широку підготовку з біопсихосоціального підходу до оцінки та лікування психічних захворювань.
У рамках процесу клінічної оцінки психіатри можуть використовувати експертизу психічного стану; фізичний огляд; візуалізацію мозку, таку як комп'ютерна томографія, магнітно-резонансна томографія або позитронно-емісійна томографія і аналіз крові. Психіатри використовують фармакологічні, психотерапевтичні або інтервенційні підходи до лікування психічних розладів.

## Завдання та обов'язки
Керується чинним законодавством України про охорону здоров'я та нормативно-правовими актами, що визначають діяльність органів управління та закладів охорони здоров'я, організацію психіатричної допомоги населенню. Застосовує сучасні методи профілактики, діагностики, лікування, реабілітації та диспансеризації хворих психіатричного профілю, надає їм швидку та невідкладну медичну допомогу. Здійснює нагляд за побічними реакціями/діями лікарських засобів.
Проводить консультації за направленням лікарів інших спеціальностей, в тому числі й вдома. Дотримується принципів медичної деонтології. Керує роботою середнього медичного персоналу. Планує роботу та проводить аналіз її результатів. Веде лікарську документацію. Бере активну участь у поширенні медичних знань серед населення. Постійно удосконалює свій професійний рівень.

## Професійні вимоги
Хоча вимоги до того, щоб стати лікарем-психіатром, відрізняються від країни до країни, у всіх потрібен медичний ступінь.